# ポスト・モダンダンス
ポストモダンダンス（英:Postmodern dance）とは、1960年代初頭にアメリカで発表されて人気を博したコンサートダンス様式であり、スタイルの固着したモダンダンスにこだわらず生みだされた多彩なダンス様式。

## 概要
ダンスを説明するのに使われる場合の「ポストモダン」という用語には異なる意味がある。そのダンス様式は「芸術や芸術家の過剰に大袈裟で結局のところ自己奉仕的なモダニズムの見識を終わらせようと試みた」より広範なポストモダン運動のイデオロギーから着想を得たもので、より一般的にはモダニズムの理想から脱却することだった。様式の均質性に欠けるポストモダンダンスは、そのダンス様式ではなく主に「反モダニズム」というダンス思想によって区別された。この踊りは、モダンダンスという前世代の構成や演出上の制約に対する反動であり、日常動作を有効なパフォーマンスアートとして活用したり、慣例に捉われないダンス構成の手法を提唱した。
ポストモダンダンスは、あらゆる動作がダンス表現であり訓練に関係なくどんな人物もダンサーだと主張した。中でも初期のポストモダンダンスは、建築・文学・デザイン分野のポストモダン運動よりもモダニズムのイデオロギーとより密接に連携していた。しかしながらポストモダンダンスは、偶然・自己言及・皮肉・断片化に依存するポストモダン思想を取り込んで急速に発展した。1960年代にニューヨークで活動したポストモダン達の集団であるジャドソン・ダンス・シアターが、ポストモダンダンスとその思想の先駆けとされている。
パフォーマンスアートとしてのポストモダンダンス人気の頂点は1960年代初頭から1980年代半ばまでと比較的短かったが、ポストモダンの定義の変化によって技術的には1990年代半ば以降に頂点に到達する。そのダンス様式の影響は、他の様々なダンス様式（特にコンテンポラリーダンス）や広範なダンス作品で振付家によって使われたポストモダンな振付などに見られる。

## 影響
ポストモダンダンスはダンス史における連鎖として理解することができ、初期モダンダンスの振付家イサドラ・ダンカンやマーサ・グレアムが発端となったものである。
グラハムの下で学んだマース・カニングハムが、1950年代に当時の形式ばったモダンダンスから大きく脱却した最初の振付家の一人だった。彼の革新の中には音楽とダンスの関係性断絶があり、この二つが独自の論理で運用された。彼はまた額縁舞台からダンスパフォーマンスを削除した。カニンガムにとってダンスはどんなものでも構わず、人体（特に歩くことから始まる）にその基礎があるとした。彼はまた自分の作品に偶然性を組み込み、あるフレーズにおける動作を決めるのにサイコロやコインを投げるといったランダムを活用した。これらの革新がポストモダンダンスの思想に不可欠なものになっていくのだが、カニンガムの作品はダンス技法の伝統を土台に残したままであり、これについては後世のポストモダン達から敬遠されることとなった。
ポストモダンに影響を及ぼした他の前衛的な芸術家には、ジョン・ケージ、アンナ・ハルプリン、シモーネ・フォルティほか1950年代の振付家がおり、ダンス以外ではフルクサス（ネオダダ集団）の芸術運動やハプニング等も影響を与えている。

## 特徴
1960年代および70年代のポストモダンダンスの大きな特徴は、ダンス創作の背景にあるプロセスや理由を疑問視すると同時に観客の期待に挑戦するという目標に起因している可能性がある。多くのダンス創作者が厳格な振付けに代わって即興や自然発生的決定、偶然を採用して自分の作品を創造した。技術主導のダンスから逸脱して分かりやすいものにしたり注目を集めるため、日常で普段通りの姿勢を含む歩行の動作なども採用された。時には、訓練を受けていないダンサーを振付家が起用したりもした。加えて、動作は伴奏によって作られたテンポともはや結びついておらず、実時間と結びついていた。イヴォンヌ・レイナーというダンサーは自身の表現法を変更することがなく、これは時間経過を平坦にする効果があった。

## 進化

### 初期
ダンスで「ポストモダン」という用語が初めて使用されたのは1960年代初頭である。パフォーマンスアートの形成期では、参加者による前世代モダンダンスの否定が唯一の特徴だった。先駆的な振付家は、偶然の枝分かれ進行(chance procedures) や即興といった型破りな手法を活用した。偶然によるダンスとも通称される偶然の枝分かれ進行とは「一連の行動にとってあらかじめ定められた動作素材や順番が存在しないという思想に基づいた」振付け手法である。これは、振付家というよりもコイントスなどで可能な偶然の手段がその動作を決定するという意味である。偶然によるダンスは厳密にはポストモダンの手法ではなく、モダニズムのダンサー兼振付家であるマース・カニングハムによって最初に用いられた 。したがって、断固たる前身スタイルの否定にもかかわらず、初期のポストモダン振付家の多くがモダンダンスやクラシックバレエの技法を受け入れていた。

### 分析的ポストモダンダンス
1970年代に入るとポストモダンダンスに進展があり、より明確なポストモダン様式が現れた。サリー・ベインズは「分析的ポストモダン (analytical postmodern)」という用語を使って1970年代のポストモダンダンスを説明している。これはより概念的かつ抽象的で、音楽・照明・衣装・小道具などの表現要素から距離を置いていた。このやり方で、分析的ポストモダンダンスは美術評論家のクレメント・グリーンバーグが定義するモダニズムの基準にさらに寄り添った。分析的ポストモダンダンスは「譜面、作業や他の通常動作を示唆する身体の構え、言葉の注釈、課題を通じた個人的表現から距離を置くことで、客観的になった」とされる。モダニズムの影響は「過度の単純さと客観的アプローチ」を指向する芸術で使われるミニマリズムを分析的ポストモダン振付家が使っている点にも見て取れる。
分析的ポストモダンダンスはまた、60年代後半から70年代初頭に米国起こった政治活動の影響を強く受けた。ブラックパワー運動、ベトナム反戦運動、第二波フェミニズム運動、LGBTQ運動は、いずれも分析ポストモダンダンスでより明示的に探求表現されるようになった。この時期ポストモダンダンサーの多くがヨーロッパ系アメリカ人の生い立ちにもかかわらず、アフリカ系アメリカ人やアジアのダンス様式と音楽および武道に大きな影響を受けた。

### 1980年以降
1980年代は、過去10年の分析的ポストモダンダンスから距離を置き、60年代と70年代のポストモダンダンスでは否定されていた「意味の表現」への回帰が見られた。様式面で80年代以降のポストモダンダンスには統一的なスタイルが無かったものの、様々な振付家の作品を通じてある種の特徴を見いだすこともできた。その様式は「前衛音楽やポップミュージックの世界と結託して」採用されたり、国際的な大舞台での公演増加も見られた。また、映画や演目レパートリー等でダンスを保護することへの関心も高まり、これは初期ポストモダンダンス振付家の即興を重んじる態度とは対照的だった。
1980年のポストモダンダンスに共通するもう一つの特徴が「物語の内容とダンス史の各種伝統」への関心である。直近のポストモダンダンス様式は70年代の形式主義から距離を置いて「熟練した技術から、言語やジェスチャー体系、物語・自伝・人物像・政治的マニフェストなど、あらゆるものの意味」に入り込む壮大な探求（つまり表現の模索）を始めた。

## 振付手順
ポストモダンダンスは、振付け手順中に多くの型破りな方法を用いた。主な手法の1つが偶然性であり、これはマース・カニンガムによって開拓されたダンス技法で「あらかじめ決められた運動素材や一連の行動順番がない」という発想に依拠したものだった。振付家は乱数を使ったりサイコロを転がすなどして「振り付けフレーズの順番、その時点でダンサーが何人演技するのか、ステージ上のどこに立っていて、どこに出入りするのか」を決定する。この偶然という技法を使うにあたって、ポストモダン作品のダンサーが踊る音楽を初演の演目中に初めて耳にするという事態も珍しいことではなかった。
またポストモダンの振付家は、文学理論家ロラン・バルトによる『作者の死』の思想と同様の客観主義を活用することも多かった。ポストモダンダンスにおいて物語が伝えられることは稀で、振付家は「客観的な存在感を生み出す」ことに焦点を当てていた。演技は取り払われ、 ダンサーは簡素な衣装を着て、音楽は最小限または存在しない場合もあり、そのパフォーマンスは多くの場合「演劇的に凝縮されたり音楽上の抽象的な時間ではなく、客観的な時間または時計の時間」で展開された。この状況だと、ポストモダンの振付は振付家の思想や考察ではなく客観的存在を反映するものになる。
ポストモダンの振付けが従来のような物語を伝えることは稀かもしれないが、1960年代と1970年代のポストモダンな芸術家が政治テーマを暗喩または明示したダンスを制作したことも知られている。イヴォンヌ・レイナーは、政治を意識した政治活動的なダンス制作の経歴がある。例えば、腹部大手術からのリハビリ途中でも彼女は自分の作品Trio Aを実演し、1967年のベトナム反戦を訴える芸術週間 (Angry Arts Week) 作品の一環としてそれを「病み上がりの踊り(Convalescent Dance)」と称した。スティーブ・パクストンが1960年代に創作した作品も政治に敏感で、検閲、戦争、政治的腐敗の問題を探求したものとなっている。